# Saviesa

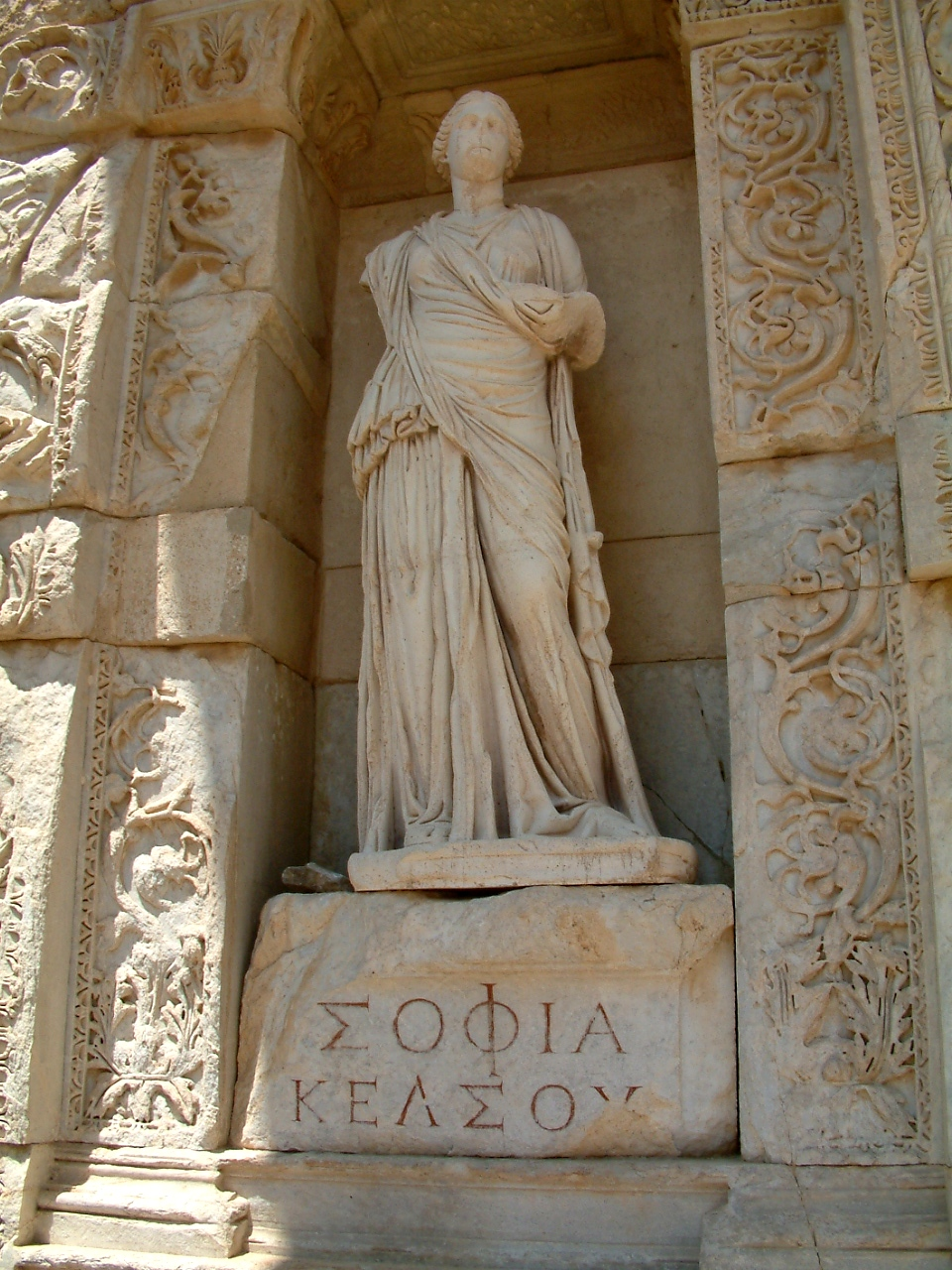
Al·legoria a la saviesa a la biblioteca de Celso a Efes, Turquia. La inscripció en grec diu «ΣΟΦΙΑ ΚΕΛΣΟΥ» (sofía Kelsou). Malgrat l'absència de iota subscrita marcant el datiu en la primera paraula, s'interpreta com «A la saviesa de Celso».

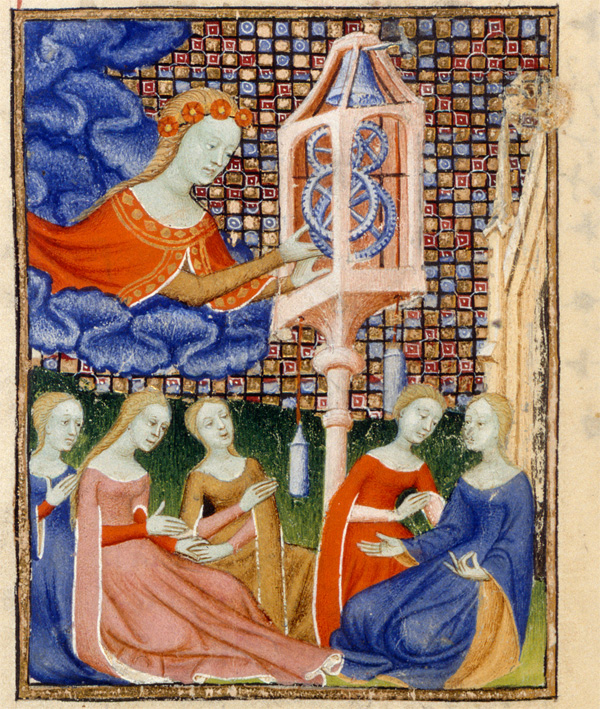
Prudència, saviesa i coneixement al segle XV

La saviesa o sapiència és un atribut de l'ésser humà, que li permet prendre decisions justes i perfectament equilibrades, i posar el coneixement en acció; és un caràcter que es desenvolupa amb l'aplicació de la intel·ligència a l'experiència pròpia, obtenint conclusions que ens donen un major enteniment, que al seu torn ens capaciten per a reflexionar, traient conclusions que ens donen discerniment de la veritat, sobre el que és bo i el que és dolent. La saviesa i la moral s'interrelacionen donant com a resultat un individu que actua amb bon judici. Algunes vegades es pren a la saviesa com una forma especialment ben desenvolupada de sentit comú. L'ideal del savi és posterior al de l'heroi, primerament es destaca aquelles persones fortes o enginyoses i més endavant es reivindica la potència intel·lectual, que troben en els cavallers de l'edat moderna la combinació d'ambdós vessants.
Dins el món de les ciències de la informació, la saviesa constitueix el vèrtex de la piràmide constituïda, de menor a major complexitat, per dada, informació, coneixement i saviesa.
En la sapiència es destaca el judici sa basat en el coneixement i l'enteniment; l'aptitud de valer-se del coneixement amb èxit, i l'enteniment per a resoldre problemes, evitar o impedir perills, aconseguir certes metes, o aconsellar a uns altres. És l'oposat a l'estupidesa, la ximpleria i la bogeria, i sovint es contrasta amb aquestes. Tomàs d'Aquino defineix la saviesa com "el coneixement cert de les causes més profundes de tot" (In Metaphysica, I, 2). Per això, per a ell, la saviesa té com a funció pròpia ordenar i jutjar tots els coneixements. íntimament 
La saviesa pren les seves referències del que es denomina memòria a llarg termini. En altres termes, el viscut ha d'haver-se experimentat amb suficient freqüència o intensitat com perquè no s'esborri del nostre record, s'insereixi en els esquemes del que considerem bo o dolent i es tingui en compte com a part dels processos de supervivència de l'individu.

## En psicologia
La majoria dels psicòlegs consideren la saviesa com a diferent de les habilitats cognitives que són mesurades en els exàmens d'intel·ligència. La saviesa és, amb freqüència considerada, com un tret que pot ser desenvolupat per l'experiència, però no ensenyat. Quan s'aplica a assumptes pràctics, la paraula saviesa és sinònim de prudència. Alguns consideren la sapiència com una qualitat que fins i tot un nen, d'una altra forma immadur, pot posseir amb independència de l'experiència o el coneixement complet. La saviesa segons una definició molt explícita de la mateixa és: «La forma correcta d'aplicar el coneixement» i va molt més allà que el mateix intel·lecte, mostrant així l'elemental de la Vida.
La cultura contemporània limita la importància de la saviesa i de la intuïció.
El nivell de la saviesa o la prudència com una virtut és reconeguda en fonts culturals, filosòfiques i religioses. Alguns defineixen la saviesa en un sentit utilitari, com una manera de preveure les conseqüències i actuar per a maximitzar el bé comú a llarg termini.

## Perspectives mitològiques i filosòfiques
Els antics grecs consideraven la saviesa com una important virtut, personificada en les deesses Metis i Atenea. Metis va ser la primera esposa de Zeus, qui, segons la Teogonía d'Hesíode, l'havia devorat embarassada; Zeus es va guanyar després el títol de Mêtieta ("La Sàvia Consellera"), ja que Metis era l'encarnació de la saviesa, i va donar a llum a Atenea, de qui es diu que va sorgir del seu cap. Atenea era representada com a forta, justa, misericordiosa i casta. Apol·lo també era considerat un déu de la saviesa, designat com a director de les Muses. (Musagetes), que eren personificacions de les ciències i de les arts inspirades i poètiques; segons Plató en el seu diàleg Cràtil, el nom d'Apol·lo també podia significar "Ballon" (arquer) i "Omopoulon" (unificador de pols [diví i terrenal]), ja que aquest déu era el responsable de les inspiracions divines i veritables, per la qual cosa se'l considerava un arquer que sempre encertava en la curació i els oracles: "és un arquer que sempre es llança". Apol·lo era considerat el déu que profetitzava a través de les sacerdotesses (Pythia) al Temple d'Apol·lo (Delfos), on l'aforisme "coneix-te a tu mateix" (gnōthi seauton)[7] estava inscrit (part de la saviesa de les màximes de Delfos). Se li contraposava a Hermes, relacionat amb les ciències i la saviesa tècnica, i, en els primers segles després de Crist, se l'associava amb Thoth en un sincretisme egipci, sota el nom d'Hermes Trimegistus. La tradició grega va registrar als primers introductors de la saviesa en els Set Savis de Grècia.
Per Sòcrates i Plató, la filosofia era literalment l'amor a la saviesa (philo-sophia). Això impregna els diàlegs de Plató; a La República els líders de la seva proposta d'utopia són reis filòsofs que comprenen la Idea de Bé i posseeixen el valor d'actuar en conseqüència. Aristòtil, a l'obra Metafísica, va definir la saviesa com la comprensió de per què les coses són d'una determinada manera (causalitat), la qual cosa és més profund que el mer fet de saber que les coses són d'una determinada manera. Va ser el primer a fer la distinció entre phronesis i sophia.
Segons Plató i Xenofont, la Pítia de l'Oracle de Delfos va respondre a la pregunta "qui és l'home més savi de Grècia?" afirmant que Sòcrates era el més savi. Segons l'Apologia de Plató, Sòcrates va decidir investigar a les persones que podrien considerar-se més sàvies que ell, concloent que mancaven de veritable coneixement:
[... ] οὗτος μὲν οἴεταί τι εἰδέναι οὐκ εἰδώς, ἐγὼ δέ, ὥσπερ οὖν οὐκ οἶδα, οὐδὲ οἴομαι [Sóc més savi que aquest home; perquè cap dels dos sap realment gens fi i bo, però aquest home creï saber alguna cosa quan no el sap, mentre que jo, com no sé res, tampoc crec saber-ho. ] - Apologia a Sòcrates 21d
Així es va immortalitzar popularment en la frase "Només sé que no sé res" que és savi reconèixer la pròpia ignorància i valorar la humilitat epistémica.
Els antics romans també valoraven la saviesa que es personificava en Minerva, o Pallas. Ella també representa el coneixement hàbil i les virtuts, especialment la castedat. El seu símbol era el mussol, que continua sent una representació popular de la saviesa, íntimament perquè pot veure-hi en la foscor. Es diu que va néixer del front de Júpiter.
La saviesa també és important dins del cristianisme. Jesús va posar l'accent en ella. La Prudència, íntimament relacionada amb la saviesa, es va convertir en una de les quatre virtuts cardinals del catolicisme. El filòsof cristià Tomàs d'Aquino considerava que la saviesa era el "pare", és a dir, la causa, la mesura i la forma, de totes les virtuts.
En la línia de la concepció socràtica, en el Segle XVIII, Immanuel Kant recalcava que:
| «               | L'home no està en possessió de la saviesa, només tendeix cap a ella | » |
| — Immanuel Kant |                                                                     |   |

La filosofia llavors seria un esforç cap a la saviesa, que mai es compleix plenament. D'aquesta manera, per a la filosofia crítica kantiana la figura del savi es converteix en fonamental, encara que només com a norma ideal i inassolible a la qual el filòsof simplement pot aspirar.
En les tradicions budistes, el desenvolupament de la saviesa exerceix un paper central en el qual es proporciona una guia completa sobre com desenvolupar la saviesa. En la tradició Inuit, desenvolupar la saviesa era un dels objectius de l'ensenyament. Un Elder inuit deia que una persona es convertia en sàvia quan podia veure el que calia fer i ho feia amb èxit sense que li diguessin el que havia de fer.
En moltes cultures, el nom dels tercers molars, que són les últimes dents a créixer, està etimològicament relacionat amb la saviesa, per exemple, com en l'anglès wisdom tooth. Té el seu sobrenom originat en la tradició clàssica, que en els escrits hipocràtics ja es deia sóphronistér (en grec, relacionat amb el significat de moderació o donar una lliçó), i en llatí dens sapientiae (queixal del seny), ja que apareixen en l'edat de la maduresa al final de l'adolescència i al principi de l'edat adulta.

## Perspectives psicològiques
Els psicòlegs han començat a reunir dades sobre les creences comunes o teories populars sobre la saviesa. Els primers anàlisis indiquen, que, encara que "existeix un solapament de la teoria implícita de la saviesa amb la intel·ligència, la capacitat de percepció, l'espiritualitat i l'astúcia, és evident que la saviesa és una perícia per a afrontar les qüestions difícils de la vida i l'adaptació a les exigències complexes. "
Aquestes teories implícites contrasten amb les teories explícites i la recerca empírica sobre els processos psicològics resultants que trobem subjacents a la saviesa. Les opinions sobre les definicions psicològiques exactes de la saviesa varien, però hi ha cert consens en què són crítics per a la saviesa certs processos de meta-cognitius que permeten la reflexió i el judici sobre assumptes vitals crítics. Aquests processos inclouen el reconeixement dels límits del propi coneixement, el reconeixement de la incertesa i el canvi, l'atenció al context i al panorama general, i la integració de diferents perspectives d'una situació. Els científics cognitius suggereixen que la saviesa requereix coordinar aquests processos de raonament, ja que poden proporcionar solucions perspicaces per a gestionar la pròpia vida. En particular, aquest tipus de raonament és teòric i empíricament diferent de la intel·ligència general. Robert Sternberg ha suggerit que la saviesa no ha de confondre's amb la intel·ligència general (fluida o cristal·litzada). D'acord amb aquesta idea, els investigadors han demostrat empíricament que el raonament savi és diferent del Quocient Intel·lectual (CI). A continuació s'enumeren diverses caracteritzacions més matisades de la saviesa.
Baltes i els seus col·legues a Wisdom: its structure and function in regulating lifespan successful development va definir la saviesa com:
| «        | La capacitat d'afrontar les contradiccions d'una situació concreta i de valorar les conseqüències d'una acció per a si mateix i per als altres. S'aconsegueix quan en una situació concreta es pot elaborar un equilibri entre els interessos intrapersonals, interpersonals i institucionals". | » |
| — Baltes | |   |

L'equilibri en si mateix sembla ser un criteri crític de la saviesa. La recerca empírica va començar a donar suport a aquesta idea, mostrant que el raonament relacionat amb la saviesa està associat amb l'assoliment de l'equilibri entre els interessos intrapersonales i interpersonals quan s'enfronten als desafiaments de la vida personal, i quan s'estableixen objectius per a la gestió dels conflictes interpersonals.
Els investigadors del camp de la psicologia positiva han definit la saviesa com la coordinació del "coneixement i l'experiència" i "el seu ús deliberat per a millorar el benestar". Segons aquesta definició, la saviesa es defineix a més amb les següents facetes:

## Comprensió i relació de la saviesa amb altres conceptes afins
La sapiència implica amplitud de coneixement i profunditat d'enteniment, que són els que aporten la sensatesa i claredat de judici que la caracteritzen. L'home savi ‘atresora coneixement’ i així té un fons al qual recórrer. (Pr 10.14.) Encara que la “saviesa és el punt principal”, el consell és: “Amb tot el que adquireixes, adquireix enteniment”. (Pr 4:5-7.) L'enteniment (terme ampli que amb freqüència abasta el discerniment) afegeix força a la saviesa, contribuint en gran manera a la discreció i la previsió, qualitats que també són característiques notables de la saviesa. La discreció suposa prudència, i es pot expressar en forma de cautela, autodomini, moderació o mesura. L'home “discret [una forma de fró·ni·mos]” edifica la seva casa sobre la massa rocosa, preveient la possibilitat d'una tempesta; l'insensat l'edifica sobre la sorra i experimenta desastre. (Mt 7.24-27.)
El terme hebreu jokj·máh (verb, ja·kjám) i el grec so·fií·a, així com els termes afins, són els vocables bàsics que volen transmetre el concepte de «saviesa». També trobem la paraula hebrea la tu·schi·yáh, que es pot traduir per «treball eficaç» o «saviesa pràctica», i les paraules gregues fró·ni·mos i fró·nē·sis (de frēn, la «ment»), que es refereixen a la «sensatesa», «discreció» o «saviesa pràctica».